# Patty Halliwell

Patricia "Patty" Halliwell es un personaje ficticio de la serie de televisión Charmed. Patty Halliwell es la madre de Prue, Piper, Phoebe y Paige en la serie. Es interpretada por la actriz Finola Hughes.

## Biografía

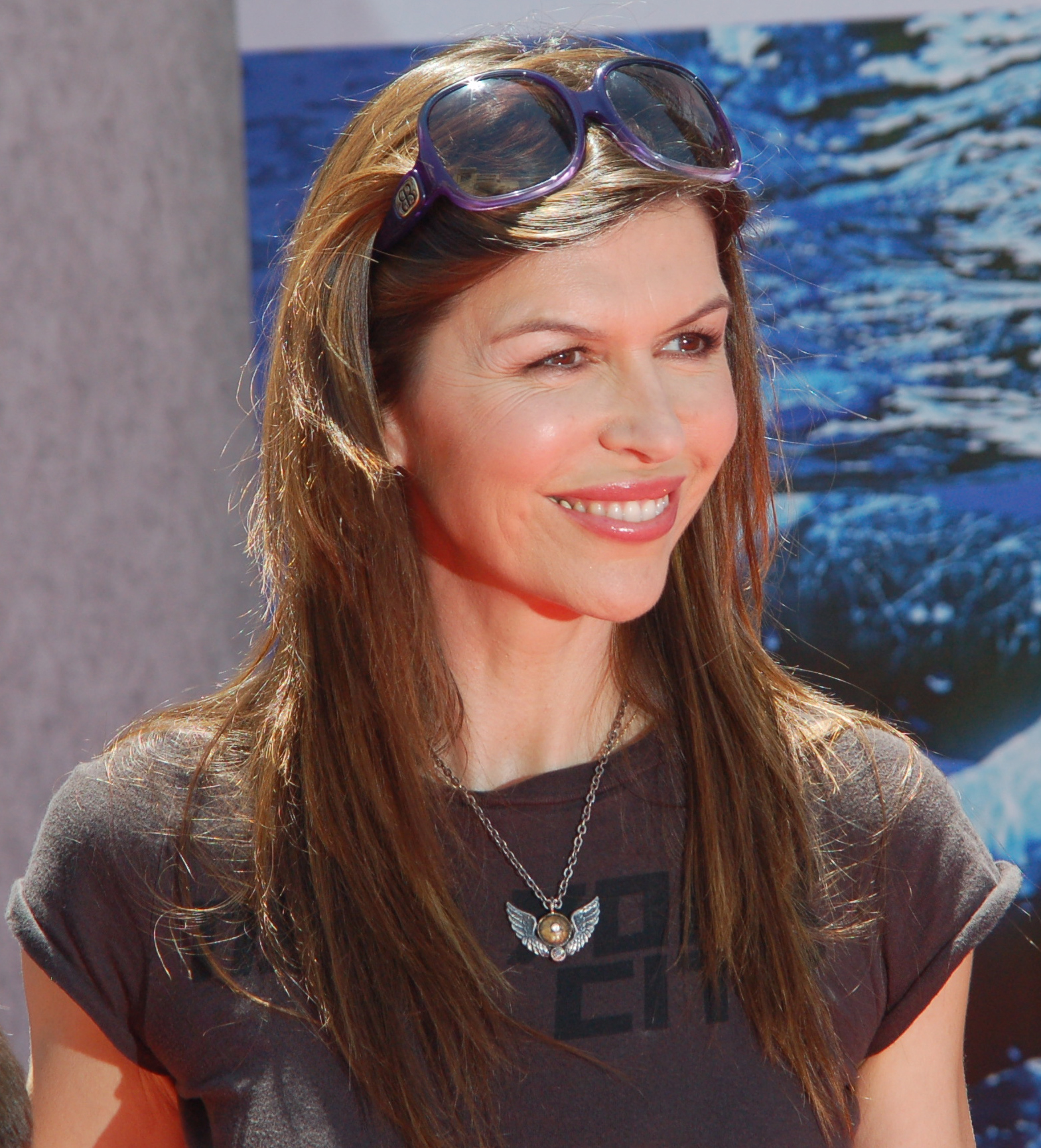

Patty nació el 5 de abril de 1950, es una bruja hija de Allen Halliwell y Penelope Johnson. Es una descendiente de Melinda Warren y poseía el poder de Inmovilización Molecular.
Patty aprendió de su madre el sagrado arte de la brujería. Cuando tenía nueve años, Patty inventaba hechizos para contrarrestar los que su madre lanzaba.
Patty se casó con el mortal Victor Bennet, y dio a luz a Prue, Piper y Phoebe. Cuando Victor supo que era una bruja, y que sus hijas eran también brujas, paso tiempos difíciles. Fue por este tiempo que Patty y su guía blanco, Sam Wilder, comenzaron a verse de manera romántica. Irritado por el constante involucramiento de Sam en sus vidas y la magia en general, Victor abandono a su familia frustrado por algunos meses.
Durante la separación, Patty fue raptada por un brujo llamado Nicholas. Sintiendo que estaba embarazada de su tercera hija, Nicholas forzó a Patty a darle inmunidad a los poderes de su línea familiar en cambio de la vida de sus hijas. Esa es la razón por la cual Patty y su madre Penny tuvieron que atar los poderes de las chicas para que Nicholas no tuviera acceso a ellas.
Durante este tiempo, la relación de Sam y Patty creció, y Patty quedó embarazada. Ella dio a luz a otra niña, Paige. Como las brujas y los guías blancos no tenían permitido involucrarse, este hecho tenía que ser mantenido en secreto para los Ancianos. Así que, para proteger a su joven hija de ambos lados de la magia, ella dejó a la bebe anónimamente en una iglesia.
Patty y Victor se divorciaron tiempo después.
El 28 de febrero de 1978 durante un intento de destruir a un demonio acuático en el lago de un campamento de verano, Patty fue distraída por un Sam sobreprotector. Ella se vio forzada a congelarlo, pero el demonio usó su última oportunidad para hundirla junto con él. Años más tarde, su idea de usar una combinación de electricidad y congelamiento para destruir al demonio fue llevada a cabo por Piper y Prue.
Patty se convirtió en un espíritu después de su muerte y le ha sido permitido tomar forma corpórea ocasionalmente entre los vivos. La primera vez ocurrió cuando le fue permitido asistir a la boda de Piper y Leo Wyatt, como una disculpa de los Ancianos por causarles agonía.
Le fue permitido tomar un cuerpo de nuevo cuando le habló a Piper y Phobe acerca de su cuarta hermana Paige Matthews, después del funeral de Prue, y otra vez cuando ella fue convocada por la abuela para que mediara entre Victor y ella sobre si Leo era un peligro para las chicas. Ambas, Patty (procedente del pasado, y aún viva) y la Abuela regresaron a ayudar a Piper en el final de la serie.